# Emin Quliyev
Emin Quliyev (ur. 12 kwietnia 1977) − były azerski piłkarz występujący na pozycji pomocnika.  W trakcie kariery piłkarskiej był związany m.in. z azerskimi klubami Neftçi PFK i Dinamo Baku, a także rosyjskim zespołem Ałanija Władykaukaz i bułgarskim Liteksem Łowecz. W reprezentacji Azerbejdżanu zadebiutował w 2000 roku. W latach 2000–2008 wystąpił w 49 meczach kadry, w których zdobył trzy bramki.